# 這一刻，我要世界看見
《這一刻，我要世界看見》(Hit the beat)，2017年電影，由殷敬峰執導，劉峻緯、陳曼青、周定緯等人領銜主演，於2014年臺灣拍攝，2015年初殺青，2017年9月20日在中國大陸上映。

## 劇情大綱
本片講述的是一群年輕人在生活、社會、情感的重壓之下，仍舊義無反顧的追求自己音樂夢想的故事。

## 演員列表

### 主要角色
| 演員   | 角色   | 介紹                                                       |
| 劉峻緯 | 李子行 | Hit the beat團員之一                                       |
| 陳曼青 | 陳曼青 | Hit the beat鼓手，就讀藝術大學時裝設計系                   |
| 周定緯 | 王柏文 | Hit the beat隊長，就讀藝術大學時裝設計系                   |
| 劉道玄 | 袁俊凯 | Hit the beat團員之一，就讀藝術大學時裝設計系               |
| 张偉晋 | 林细安 | Hit the beat團員之一，就讀藝術大學時裝設計系               |
| 雷甦淳 | 蔡南诚 | Hit the beat團員之一，是非常有名的舞蹈高手，但從不參加比賽 |
| 陳淑敏 | 羡晴   | Hit the beat團員之一，就讀藝術大學時裝設計系               |
| 冼色麗 | 李紫璐 | 李仔行的姊姊，喜歡黃先生，經營爸媽留下來的麵館。           |

### 其他角色
| 演員   | 角色   | 介紹                             |
| 王清濤 | 太金   | 李子行的朋友                     |
| 孟克柔 | 三河   | 李子行的朋友                     |
| 張世府 | 胖子   | 李子行的朋友                     |
| 利晴天 | 黃先生 |                                  |
| 殷嘉營 | 小曼青 |                                  |
| 梁昊燃 | 小子行 |                                  |
| 李博翔 | 小張   | 李紫璐經營麵館之員工             |
| 黃郁偉 | 史蒂芬 | 原為蔡南诚跳舞夥伴，後互為死對頭 |

## 外部連結
- 這一刻，我要世界看見的新浪微博